# Séssène
Séssène est une localité du Sénégal, située dans le département de Mbour et la région de Thiès, non loin de Thiadiaye.
C'est le chef-lieu de l'arrondissement de Séssène.
Le village comptait 1 552 personnes et 177 ménages lors du dernier recensement.